# Nova Andradina
Nova Andradina – miasto i gmina w Brazylii, w stanie Mato Grosso do Sul.
Po 1958 w miejscowości założył zakład produkcji obuwia Jan Bata (Cia Industrial, Mercantil e Agrícola), które następnie było sprzedawane pod marką Alpargatas.